# Allothigen
Als allothigen oder allogen werden in der Petrographie Komponenten eines Gesteins, in der Regel Mineralkörner bzw. das entsprechende Mineral, bezeichnet, die nicht „an Ort und Stelle“ (in situ) entstanden sind. Das Gegenteil von allothigen ist authigen. Beide Bezeichnungen wurden im Jahre 1880 vom deutschen Geologen Ernst Kalkowsky in die Fachliteratur eingeführt.
Bei Sedimentgesteinen werden damit die Gesteinsbestandteile bezeichnet, die – oft über weite Strecken – durch das sedimentierende Medium in den Ablagerungsraum transportiert wurden, beispielsweise die Quarzkörner eines Quarzsandsteins. Alternativ zur Charakterisierung als allothigen werden solche Sedimentgesteinsbestandteile auch als detritisches Material bezeichnet, was sich darauf bezieht, dass sie unmittelbar aus der Zerstörung eines Ausgangsgesteins hervorgegangen sind.
Bei magmatischen Gesteinen werden damit Gesteinsbestandteile bezeichnet, die nicht aus demselben Magma hervorgegangen sind wie das sie umschließende Gestein oder die überhaupt nicht magmatischen Ursprunges sind (siehe auch → Xenolith).